# Physciella chloantha
Physciella chloantha är en lavart som först beskrevs av Erik Acharius, och fick sitt nu gällande namn av Essl. Physciella chloantha ingår i släktet Physciella och familjen Physciaceae.   Inga underarter finns listade i Catalogue of Life.

## Källor

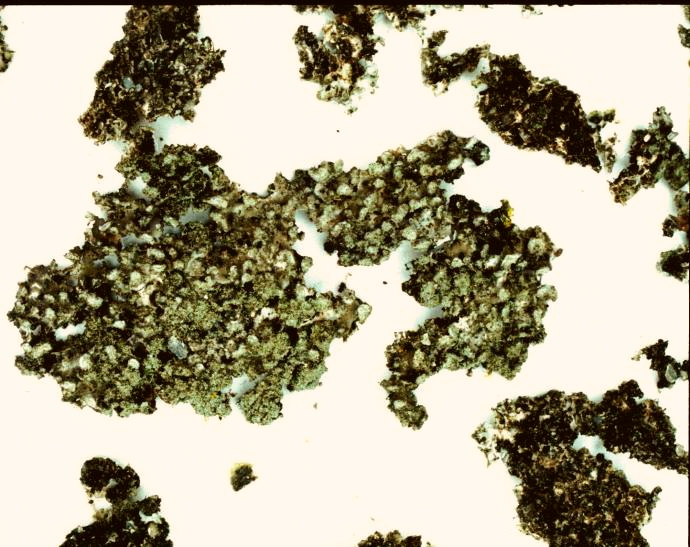
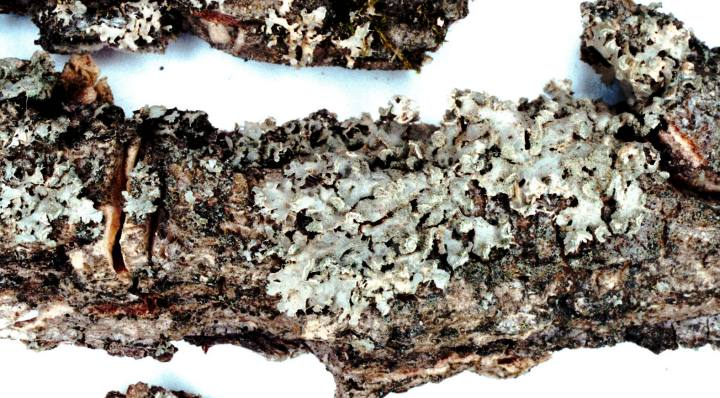